# Dietes
Dietes é um gênero da família Iridaceae

## Espécies
- Dietes bicolor
- Dietes grandiflora
- Dietes iridioides
- Dietes robinsoniana

Dietes vegeta --> Moraea vegeta